# Carlo Alessandro di Thurn und Taxis
Carlo Alessandro di Thurn und Taxis (Ratisbona, 22 febbraio 1770 – Ratisbona, 15 luglio 1827) fu principe titolare di Thurn und Taxis dopo che Napoleone Bonaparte aveva soppresso il Principato di Thurn und Taxis.

## Biografia

### I primi anni
Carlo Alessandro nacque a Ratisbona nel 1770, figlio del principe Carlo Anselmo di Thurn und Taxis e di sua moglie, la principessa Augusta Elisabetta di Württemberg. Con la morte del padre, il 13 novembre 1805 divenne nominalmente Maestro Generale di Posta del Sacro Romano Impero sotto il governo dell'imperatore Francesco II, anche se il suo ufficio terminò dopo non molto tempo dalla sua nomina, nel 1806. Ad ogni modo, al termine del suo incarico statale, Carlo Alessandro fondò un servizio postale privato, la Thurn-und Taxis-Post.
Dopo aver studiato alle università di Strasburgo, Würzburg e Magonza, sposò il 25 maggio a Neustrelitz, la duchessa Teresa di Meclemburgo-Strelitz, figlia di Carlo II e di Federica Carolina Luisa d'Assia-Darmstadt. Nel 1797 venne nominato, come il padre, Commissario Principale dell'Impero per Ratisbona, entrando quindi nella gestione del servizio imperiale di posta sino alla sua soppressione ad opera di Napoleone.

### Il servizio postale e la mediatizzazione

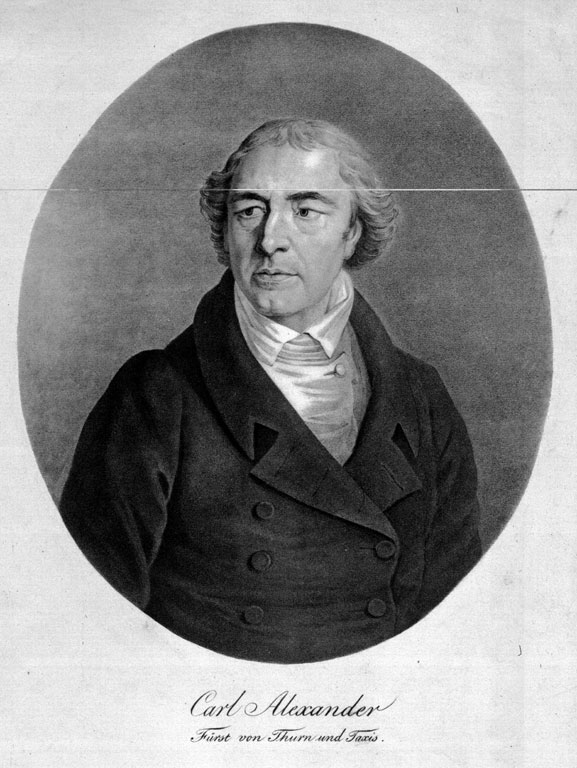
Carlo Alessandro di Thurn und Taxis

Alla fine del Sacro Romano Impero, nel 1806, il servizio di posta dei Thurn und Taxis era tra i migliori d'Europa, con sedi a Baden, Baviera e Württemberg.
Al Congresso di Vienna, a Carlo Alessandro vennero anche riconosciute le sedi postali di Brema, Amburgo, Lubecca e Sciaffusa come proprietà personale. Dal 1820 iniziò per la famiglia un nuovo periodo di prosperità, con l'inaugurazione di un nuovo sistema postale privato. La famiglia dei Thurn und Taxis, slegata dopo la mediatizzazione da un impegno diretto nei territori imperiali, si offrì anche al servizio dei re di Prussia e dei granduchi di Polonia. 
Con la mediatizzazione del Sacro Romano Impero, i Thurn und Taxis perdettero la sovranità diretta sui loro domini territoriali, ma Carlo Alessandro riuscì ad ottenere per sé e per i propri discendenti il riconoscimento del titolo di principe imperiale. I Thurn und Taxis, col Congresso di Vienna (dopo la secolarizzazione delle proprietà del clero), ottennero la proprietà dell'abbazia di Sant'Emmerano a Ratisbona, in precedenza parte dei domini del primate della Confederazione del Reno, Karl Theodor von Dalberg. Carlo Alessandro si impegnò da subito per risistemare il palazzo con giardino annesso all'abbazia per dar vita al palazzo attualmente visibile, che divenne sede della sua casata.
Tra il 1822 ed il 1823 riuscì ad ottenere per successione ereditaria il titolo di conte di Kinsky, in Boemia, e con la morte di Philipp Kinsky von Wchinitz und Tettau, le signorie di Richenburg e Chraustowitz sempre in Boemia.
Fu anche massone e fu il secondo gran maestro della loggia madre delle Tre Chiavi, ribattezzata nel 1805 in suo onore Carl zu den drei Schlüsseln. Nel 1806 fu nominato Gran Maestro della Gran Loggia inglese in Baviera, distinguendosi da subito per la grande liberalità e la possibilità di ammettervi anche persone non appartenenti all'aristocrazia, cosa insolita per l'epoca. Quando Ratisbona passò nel territorio della Baviera nel 1810, la gran loggia venne abolita per via delle leggi antimassoniche dello stato.

## Matrimonio e figli
Dalla propria unione con Teresa di Meclemburgo-Strelitz, ebbe i seguenti eredi:
- Carlotta Luisa (24 marzo 1790-22 ottobre 1790)
- Giorgio Carlo (26 marzo 1792-20 gennaio 1795)
- Maria Teresa (6 luglio 1794-18 agosto 1874), sposò il 18 giugno 1812 il principe Paolo III Antonio Esterházy di Galantha
- Luisa Federica (29 agosto 1798-1º dicembre 1798)
- Maria Sofia Dorotea (4 marzo 1800-20 dicembre 1870), sposò il 17 aprile 1827 il duca Paolo Guglielmo di Württemberg
- Massimiliano Carlo (3 novembre 1802-10 novembre 1871), sposò il 24 agosto 1828 Guglielmina Carolina Cristiana Enrichetta di Dörnberg ed alla morte di questa si risposò il 24 gennaio 1839 con la principessa Matilde Sofia di Oetingen-Oetingen
- Federico Guglielmo (29 gennaio 1805-7 settembre 1825)

## Ascendenza
|                                                        |                                         |                                                | Genitori                                                     |  |  | Nonni |  |  | Bisnonni                                          |  |  | Trisnonni                             |  |
|                                                        |                                         |                                                |                                                              |  |  |       |  |  | Anselmo Francesco, II Principe di Thurn und Taxis |  |  | Eugenio Alessandro di Thurn und Taxis |  |
|                                                        |                                         |                                                |                                                              |  |  |       |  |  | Anselmo Francesco, II Principe di Thurn und Taxis |  |  | Eugenio Alessandro di Thurn und Taxis |  |
|                                                        |                                         | Anna Adelaide di Fürstenberg-Heiligenberg      |                                                              |  |  |       |  |  | Anselmo Francesco, II Principe di Thurn und Taxis |  |  |                                       |  |
| Alessandro Ferdinando, III Principe di Thurn und Taxis |                                         |                                                |                                                              |  |  |       |  |  | Anselmo Francesco, II Principe di Thurn und Taxis |  |  |                                       |  |
|                                                        |                                         | Maria Ludovika Anna Franziska von Lobkowicz    | Ferdinand August von Lobkowicz                               |  |  |       |  |  |                                                   |  |  |                                       |  |
|                                                        |                                         | Maria Ludovika Anna Franziska von Lobkowicz    | Ferdinand August von Lobkowicz                               |  |  |       |  |  |                                                   |  |  |                                       |  |
|                                                        |                                         | Maria Ludovika Anna Franziska von Lobkowicz    | Maria Anna Guglielmina di Baden-Baden                        |  |  |       |  |  |                                                   |  |  |                                       |  |
| Carlo Anselmo, IV principe di Thurn und Taxis          |                                         | Maria Ludovika Anna Franziska von Lobkowicz    |                                                              |  |  |       |  |  |                                                   |  |  |                                       |  |
|                                                        |                                         | Giorgio Federico Carlo di Brandeburgo-Bayreuth | Cristiano Enrico di Brandeburgo-Kulmbach                     |  |  |       |  |  |                                                   |  |  |                                       |  |
|                                                        |                                         | Giorgio Federico Carlo di Brandeburgo-Bayreuth | Cristiano Enrico di Brandeburgo-Kulmbach                     |  |  |       |  |  |                                                   |  |  |                                       |  |
|                                                        |                                         | Giorgio Federico Carlo di Brandeburgo-Bayreuth | Sofia Cristiana di Wolfstein                                 |  |  |       |  |  |                                                   |  |  |                                       |  |
| Sofia Cristiana Luisa di Brandeburgo-Bayreuth          |                                         | Giorgio Federico Carlo di Brandeburgo-Bayreuth |                                                              |  |  |       |  |  |                                                   |  |  |                                       |  |
|                                                        |                                         | Dorotea di Schleswig-Holstein-Sonderburg-Beck  | Federico Luigi di Schleswig-Holstein-Sonderburg-Beck         |  |  |       |  |  |                                                   |  |  |                                       |  |
|                                                        |                                         | Dorotea di Schleswig-Holstein-Sonderburg-Beck  | Federico Luigi di Schleswig-Holstein-Sonderburg-Beck         |  |  |       |  |  |                                                   |  |  |                                       |  |
|                                                        |                                         | Dorotea di Schleswig-Holstein-Sonderburg-Beck  | Luisa Carlotta di Schleswig-Holstein-Sonderburg-Augustenburg |  |  |       |  |  |                                                   |  |  |                                       |  |
| Carlo Alessandro, V principe di Thurn und Taxis        |                                         | Dorotea di Schleswig-Holstein-Sonderburg-Beck  |                                                              |  |  |       |  |  |                                                   |  |  |                                       |  |
|                                                        | Federico Carlo di Württemberg-Winnental | Eberardo III di Württemberg                    |                                                              |  |  |       |  |  |                                                   |  |  |                                       |  |
|                                                        | Federico Carlo di Württemberg-Winnental | Eberardo III di Württemberg                    |                                                              |  |  |       |  |  |                                                   |  |  |                                       |  |
|                                                        | Federico Carlo di Württemberg-Winnental | Anna Caterina Dorotea di Salm-Kyrburg          |                                                              |  |  |       |  |  |                                                   |  |  |                                       |  |
| Carlo I Alessandro di Württemberg                      | Federico Carlo di Württemberg-Winnental |                                                |                                                              |  |  |       |  |  |                                                   |  |  |                                       |  |
|                                                        |                                         | Eleonora Giuliana di Brandeburgo-Ansbach       | Alberto II di Brandeburgo-Ansbach                            |  |  |       |  |  |                                                   |  |  |                                       |  |
|                                                        |                                         | Eleonora Giuliana di Brandeburgo-Ansbach       | Alberto II di Brandeburgo-Ansbach                            |  |  |       |  |  |                                                   |  |  |                                       |  |
|                                                        |                                         | Eleonora Giuliana di Brandeburgo-Ansbach       | Sofia Margherita di Oettingen-Oettingen                      |  |  |       |  |  |                                                   |  |  |                                       |  |
| Augusta Elisabetta di Württemberg                      |                                         | Eleonora Giuliana di Brandeburgo-Ansbach       |                                                              |  |  |       |  |  |                                                   |  |  |                                       |  |
|                                                        |                                         | Anselmo Francesco di Thurn und Taxis           | Eugenio Alessandro di Thurn und Taxis                        |  |  |       |  |  |                                                   |  |  |                                       |  |
|                                                        |                                         | Anselmo Francesco di Thurn und Taxis           | Eugenio Alessandro di Thurn und Taxis                        |  |  |       |  |  |                                                   |  |  |                                       |  |
|                                                        |                                         | Anselmo Francesco di Thurn und Taxis           | Anna Adelaide di Fürstenberg-Heiligenberg                    |  |  |       |  |  |                                                   |  |  |                                       |  |
| Maria Augusta di Thurn und Taxis                       |                                         | Anselmo Francesco di Thurn und Taxis           |                                                              |  |  |       |  |  |                                                   |  |  |                                       |  |
|                                                        |                                         | Maria Ludovika Anna Franziska von Lobkowicz    | Ferdinand August von Lobkowicz                               |  |  |       |  |  |                                                   |  |  |                                       |  |
|                                                        |                                         | Maria Ludovika Anna Franziska von Lobkowicz    | Ferdinand August von Lobkowicz                               |  |  |       |  |  |                                                   |  |  |                                       |  |
|                                                        |                                         | Maria Ludovika Anna Franziska von Lobkowicz    | Maria Anna Guglielmina di Baden-Baden                        |  |  |       |  |  |                                                   |  |  |                                       |  |
|                                                        |                                         | Maria Ludovika Anna Franziska von Lobkowicz    |                                                              |  |  |       |  |  |                                                   |  |  |                                       |  |